# Centropogon connatilobatus
Centropogon connatilobatus är en klockväxtart som beskrevs av Thomas G. Lammers. Centropogon connatilobatus ingår i släktet Centropogon och familjen klockväxter. Inga underarter finns listade i Catalogue of Life.